# 宮崎県婦人会館
宮崎県婦人会館（みやざきけんふじんかいかん）は、宮崎県宮崎市の会館。別称は『宮崎県社会教育会館』。旧称は『社会教育会館』。日本ユースホステル協会に加盟しており、施設の一部をユースホステルとしている。

## アクセス
- JR日豊本線宮崎駅から徒歩で15分（1.1?）。バスを利用する場合は、宮交バス橘通2丁目で下車、徒歩5分。